# آرثر عمر
آرثر عمر (بالبرتغالية: Arthur Omar‏) هو رسام ومصور برازيلي، ولد في 1948 في باسوس دي كالداس في البرازيل.